# Будуряса (комуна)
Будуряса (рум. Budureasa) — комуна у повіті Біхор в Румунії. До складу комуни входять такі села (дані про населення за 2002 рік):
- Будуряса (1574 особи) — адміністративний центр комуни
- Бурда (413 осіб)
- Сака (239 осіб)
- Селіште-де-Беюш (264 особи)
- Теляк (181 особа)

Комуна розташована на відстані 375 км на північний захід від Бухареста, 61 км на південний схід від Ораді, 84 км на захід від Клуж-Напоки, 141 км на північний схід від Тімішоари.

## Населення
За даними перепису населення 2002 року у комуні проживала 2671 особа.
Національний склад населення комуни:
| Національність | Кількість осіб | Відсоток |
| -------------- | -------------- | -------- |
| румуни         | 2201           | 82,4%    |
| цигани         | 466            | 17,4%    |
| угорці         | 4              | 0,1%     |

Рідною мовою назвали:
| Мова      | Кількість осіб | Відсоток |
| --------- | -------------- | -------- |
| румунська | 2661           | 99,6%    |
| циганська | 7              | 0,3%     |
| угорська  | 3              | 0,1%     |

Склад населення комуни за віросповіданням:
| Релігія       | Кількість осіб | Відсоток |
| ------------- | -------------- | -------- |
| православні   | 2586           | 96,8%    |
| п'ятдесятники | 71             | 2,7%     |
| адвентисти    | 10             | 0,4%     |
| реформати     | 2              | 0,1%     |